# Tony Sunshine
Tony Sunshine, de son vrai nom Antonio Cruz, né le 23 avril 1977 dans le Bronx, New York, est un chanteur de RnB, rappeur, auteur-compositeur, doubleur, acteur et entrepreneur américain, d'origine portoricaine. Il est mieux connu pour avoir participé à plusieurs chansons de Terror Squad. Il participe également à des chansons comme Still Telling Lies de Cuban Link, All I Need de Fat Joe et 100 % de Big Pun. Au fil de sa carrière, il publie son propre single au label Jive Records intitulé Oh My God en featuring avec Diddy et Dirtbag en 2004.

## Biographie
Né et élevé dans le Bronx, Tony attire l'attention de Big Pun à l'âge de 13 ans. Il signe un contrat et adopte le nom de scène Tony Sunshine, puis devient membre de Terror Squad. En 2000, son mentor Big Pun succombe à une attaque cardiaque foudroyante, et Tony s'associera alors avec Fat Joe. Tony a collaboré avec R. Kelly, Ginuwine, Fabolous et Capone-N-Noreaga. Dans sa carrière, Sunshine participe à des chansons comme Still Telling Lies de Cuban Link, All I Need de Fat Joe et 100 % de Big Pun. Lors d'un entretien avec DubCNN en mai 2015, Sunshine cite ses cinq artistes préférés respectivement Kool G Rap, Rakim, Big Daddy Kane, Nas, et Big Pun, ce dernier « – qui a toujours été numéro un à mes yeux. »
Le premier album de Terror Squad, Terror Squad, publié en 1999, fait participer Tony Sunshine dans lequel il participe notamment au single My Kinda Girls.  Fat Joe finit par finaliser le contrat de Tony en 2005 avec les labels Epic Records et Sony BMG. Tony Sunshine quitte Sony BMG en mai 2006 et signe chez Urban Box Office (UBO). En novembre 2006, UBO cesse ses activités, laissant la publication du premier album de Tony Sunshine compromis. Tony publie She's Like The Wind, qui fait participer l'artiste new-yorkais Lumidee. Sunshine quitte finalement Terror Squad en juin 2008. En 2009, il publie sa première mixtape intitulée Still Shine.
En 2010, Tony signe au label Jive Records, et annonce un premier album aux côtés de Swizz Beatz et T-Pain à la production. Son premier single Say Hey est publié en juillet 2010, et produit par Swizz Beatz. En juillet 2015, il publie une nouvelle mixtape intitulée No Filter, bien accueillie par la presse spécialisée,.

## Discographie

### Mixtapes
- 2009 : Still Shine
- 2015 : No Filter

### Singles
- 2003 : Grey Goose (avec Fat Joe)
- 2004 : Oh My God (avec P. Diddy & Dirtbag)
- 2006 : Drop Ya Body (avec Dre)
- 2007 : She's Like the Wind (avec Lumidee)
- 2007 : Sunshine & Rain
- 2007 : Love Em Both (avec Fat Joe)
- 2007 : If I Say the Wrong Shit
- 2008 : Until The End
- 2008 : I'll Wait For You
- 2008 : Won't Let Go (avec Cristion D'or)
- 2008 : Playing With My Heart (avec Ernie Gaines)
- 2008 : Portrait Of A Fool
- 2008 : Here I Am (Remix) (avec Jadakiss)
- 2009 : Cheater
- 2010 : Say Hey
- 2011 : #1 Baby
- 2011 : Downfall